# Neonicotinoïde
Neonicotinoïden (ook wel "neonics" genoemd) zijn een groep neuro-actieve insecticides die chemisch verwant zijn met nicotine. De producten werden in de jaren 80 door Shell, en in de jaren 90 door Bayer ontwikkeld. De groep neonicotinoïden omvat acetamiprid, clothianidine, imidacloprid, nitenpyram, nithiazine, thiacloprid en thiamethoxam. Imidacloprid is een veelgebruikt insecticide.
Uitgebreid en wereldwijd wetenschappelijk onderzoek wees in 2015 op de negatieve effecten van deze stoffen op het milieu, en met name de bijenpopulatie. Intussen zijn ook de dodelijke effecten aangetoond voor waterinsecten, vogels en, in Japan, vissen.
Vanaf einde 2018 geldt in de Europese Unie een verbod op het gebruik in de open landbouw van imidacloprid, clothianidin en thiamethoxam, waarvoor sinds 2013 al beperkingen golden. Gebruik in kassen blijft toegestaan. Het verbod, gestemd op 27 april 2018, werd verwelkomd door natuurbeschermers, maar betreurd door landbouwers, met name de bietentelers.
Onderzoek in Zwitserland gepubliceerd in 'Environemental Health' (2022) heeft resten van neonicotiden aangetoond in hersenen, bloed en urine van Zwitserse kinderen tussen 3 en 18 jaar (gem 8 jaar) 
Ook bij de teelt van oliehoudende zaden, zoals koolzaad, zou door het verbod op de neonicotinoïde-coating van zaaizaad netto meer andere insecticide nodig zijn.